# AlphaTauri AT04
AlphaTauri AT04 —  болід Формули-1, розроблений і виготовлений Scuderia AlphaTauri для участі в чемпіонаті Формули-1 2023. До Гран-прі Великої Британії за кермом боліда виступали нідерландець Нік де Вріс та японець Юкі Цунода. З Гран-прі Угорщини Ніка де Вріса замінив Данієль Ріккардо. Резервний пілот AlphaTauri та Red Bull Racing Ліам Ловсон заміняв Ріккардо з Гран-прі Нідерландів до Катару після того, як австралієць травмував руку під час другої практики на Гран-прі Нідерландів. AT04 стало четвертим шасі AlphaTauri і було представлено 11 лютого 2023 року в Нью-Йорку. Автомобіль також ознаменував повернення Honda, як названого постачальника двигунів для Red Bull Racing і AlphaTauri, при цьому двигуни обох команд позначені як Honda RBPT.

## Результати
| Рік      | Команда             | Двигун               | Шини | Гонщик           | Гран-прі | Гран-прі | Гран-прі | Гран-прі | Гран-прі | Гран-прі | Гран-прі | Гран-прі | Гран-прі | Гран-прі | Гран-прі | Гран-прі | Гран-прі | Гран-прі | Гран-прі | Гран-прі | Гран-прі | Гран-прі | Гран-прі | Гран-прі | Гран-прі | Гран-прі | Очки | Місце |
| Рік      | Команда             | Двигун               | Шини | Гонщик           | БАХ      | САУ      | АВС      | АЗЕ      | МАЯ      | МОН      | ІСП      | КАН      | АВТ      | ВЕЛ      | УГО      | БЕЛ      | НІД      | ІТА      | СІН      | ЯПО      | КАТ      | США      | МЕХ      | САП      | ЛВГ      | АБУ      | Очки | Місце |
| -------- | ------------------- | -------------------- | ---- | ---------------- | -------- | -------- | -------- | -------- | -------- | -------- | -------- | -------- | -------- | -------- | -------- | -------- | -------- | -------- | -------- | -------- | -------- | -------- | -------- | -------- | -------- | -------- | ---- | ----- |
| 2023     | Scuderia AlphaTauri | Honda RBPT H001 V6 t | P    | Юкі Цунода       | 11       | 11       | 10       | 10       | 11       | 15       | 12       | 14       | 19       | 16       | 15       | 10       | 15       | НС       | Схід     | 12       | 15       | 8        | 12       | 96       | 18†      | 8        | 25   | 8     |
| 2023     | Scuderia AlphaTauri | Honda RBPT H001 V6 t | P    | Нік де Вріс      | 14       | 14       | 15†      | Схід     | 18       | 12       | 14       | 18       | 17       | 17       |          |          |          |          |          |          |          |          |          |          |          |          | 25   | 8     |
| 2023     | Scuderia AlphaTauri | Honda RBPT H001 V6 t | P    | Данієль Ріккардо |          |          |          |          |          |          |          |          |          |          | 13       | 16       | Т        |          |          |          |          | 15       | 7        | 13       | 14       | 11       | 25   | 8     |
| 2023     | Scuderia AlphaTauri | Honda RBPT H001 V6 t | P    | Ліам Ловсон      |          |          |          |          |          |          |          |          |          |          |          |          | 13       | 11       | 9        | 11       | 17       |          |          |          |          |          | 25   | 8     |
| Джерело: |                     |                      |      |                  |          |          |          |          |          |          |          |          |          |          |          |          |          |          |          |          |          |          |          |          |          |          |      |       |